# 埃爾姆伍德 (密蘇里州)
埃爾姆伍德（英語：Elmwood）是位於美國密蘇里州薩林縣的非建制地區。

## 歷史
埃爾姆伍德的郵局於1851年設立，其後於1907年停運。

## 地理
埃爾姆伍德所處的海拔為高於海平面241米（即791英呎），而該地所採用的時區為UTC-6，即北美中部時區（CST）。同時該地設有夏令時間，為UTC-6調快一小時，即UTC-5（CDT）。